# Ixodes rageaui
Ixodes rageaui är en fästingart som beskrevs av Joseph Charles Arthur 1958. Ixodes rageaui ingår i släktet Ixodes och familjen hårda fästingar.
Artens utbredningsområde är Kamerun. Inga underarter finns listade i Catalogue of Life.